# Берлинская наступательная операция
Берли́нская стратегическая наступательная операция — одна из последних стратегических операций советских войск на Европейском театре военных действий, в ходе которой Красная армия заняла Берлин, что привело к безоговорочной капитуляции Германии.
Операция продолжалась 17 дней — с 16 апреля по 2 мая 1945 года, в течение которых советские войска продвинулись на запад на расстояние от 100 до 220 км. Ширина фронта боевых действий — 300 км. В рамках операции проведены: Штеттинско-Ростокская, Зееловско-Берлинская, Котбус-Потсдамская, Шпремберг-Торгауская и Бранденбургско-Ратеновская фронтовые наступательные операции, а также непосредственно штурм Берлина.

## Военно-политическая обстановка в Европе весной 1945 года
В январе-марте 1945 года войска 1-го Белорусского и 1-го Украинского фронтов в ходе Висло-Одерской, Восточно-Померанской, Верхне-Силезской и Нижне-Силезской операций вышли на рубеж рек Одра и Нейсе. По кратчайшему расстоянию от кюстринского плацдарма до Берлина оставалось 60 км. Англо-американские войска завершили ликвидацию рурской группировки немецких войск и к середине апреля передовыми частями вышли к Эльбе. Потеря важнейших сырьевых районов обусловила спад промышленного производства Германии. Увеличились трудности с восполнением людских потерь, понесённых зимой 1944/45 гг. Тем не менее вооружённые силы Германии ещё представляли собой внушительную силу. По информации разведуправления Генштаба Красной армии, к середине апреля в их составе насчитывалось 223 дивизии и бригады.
Согласно договорённостям, достигнутым главами СССР, США и Великобритании осенью 1944 года, граница советской зоны оккупации должна была проходить в 150 км западнее Берлина. Несмотря на это, Черчилль выдвинул идею опередить Красную армию и захватить Берлин.

## Цели сторон

### Германия
Нацистское руководство всеми силами старалось затянуть войну с целью достижения возможного сепаратного мира с Англией и США, в надежде на неизбежный раскол антигитлеровской коалиции. При этом решающее значение приобретало удержание фронта против Советского Союза.

### СССР
Военно-политическая обстановка, сложившаяся к апрелю 1945 года, требовала от советского командования в самые короткие сроки подготовить и провести операцию по разгрому группировки немецких войск на берлинском направлении, захвату Берлина и выходу к реке Эльба на соединение с войсками западных союзников. Успешное выполнение этой стратегической задачи позволяло сорвать планы гитлеровского руководства на затягивание войны.
Для проведения операции привлекались силы трёх фронтов: 1-го Белорусского, 2-го Белорусского и 1-го Украинского, а также 18-я воздушная армия авиации дальнего действия, Днепровская военная флотилия и часть сил Балтийского флота.

### Задачи советских фронтов
1-й Белорусский фронт
- Овладеть столицей Германии городом Берлин
- Через 12—15 дней операции выйти на реку Эльба

1-й Украинский фронт
- Нанести рассекающий удар южнее Берлина, изолировать главные силы группы армий «Центр» от берлинской группировки и этим обеспечить с юга главный удар 1-го Белорусского фронта
- Разгромить группировку противника южнее Берлина и оперативные резервы в районе Котбуса
- За 10—12 дней, не позже, выйти на рубеж Белиц — Виттенберг и далее по реке Эльбе до Дрездена

2-й Белорусский фронт
- Нанести рассекающий удар севернее Берлина, обеспечивая правый фланг 1-го Белорусского фронта от возможных контрударов противника с севера
- Прижать к морю и уничтожить немецкие войска севернее Берлина

Днепровская военная флотилия
- Двумя бригадами речных кораблей содействовать войскам 5-й ударной и 8-й гвардейской армий в переправе через Одер и прорыве вражеской обороны на кюстринском плацдарме
- Третьей бригадой содействовать войскам 33-й армии в районе Фюрстенберга
- Обеспечить противоминную оборону водных транспортных путей

Краснознамённый Балтийский флот
- Поддержать приморский фланг 2-го Белорусского фронта, продолжая блокаду прижатой к морю группы армий «Курляндия» в Латвии (Курляндский котёл)

## План операции
Впервые взятие Берлина как цель операции было обозначено в планах советского командования 27 января 1945 года. План операции предусматривал одновременный переход в наступление войск 1-го Белорусского и 1-го Украинского фронтов утром 16 апреля 1945 года. 2-й Белорусский фронт, в связи с предстоящей крупной перегруппировкой своих сил, должен был начать наступление 20 апреля, то есть на 4 дня позже.
1-й Белорусский фронт должен был нанести главный удар силами пяти общевойсковых (47-й, 3-й ударной, 5-й ударной, 8-й гвардейской и 3-й армии) и двух танковых армий с кюстринского плацдарма в направлении на Берлин. Танковые армии планировалось ввести в сражение после прорыва общевойсковыми армиями второй полосы обороны на Зееловских высотах. На участке главного удара создавалась артиллерийская плотность до 270 орудий (калибром от 76 мм и выше) на один километр фронта прорыва. Кроме того, командующий фронтом Г. К. Жуков решил нанести два вспомогательных удара: справа — силами 61-й советской и 1-й армии Войска Польского в обход Берлина с севера в направлении на Эберсвальде, Зандау; и слева — силами 69-й и 33-й армий на Бонсдорф с главной задачей не допустить отхода в Берлин 9-й армии противника.
1-й Украинский фронт должен был нанести главный удар силами пяти армий: трёх общевойсковых (13-я, 5-я гвардейская и 3-я гвардейская) и двух танковых из района города Тримбель в направлении на Шпремберг. Вспомогательный удар должен был быть нанесён в общем направлении на Дрезден силами 2-й армии Войска Польского и частью сил 52-й армии.
Разграничительная линия между 1-м Украинским и 1-м Белорусским фронтами обрывалась в 50 км юго-восточнее Берлина в районе города Люббен, что позволяло, в случае необходимости, войскам 1-го Украинского фронта нанести удар на Берлин с юга.
Командующий 2-м Белорусским фронтом К. К. Рокоссовский решил нанести главный удар силами 65, 70 и 49 армий в направлении на Нойштрелиц. Развивать успех после прорыва немецкой обороны должны были отдельные танковые, механизированный и кавалерийский корпуса фронтового подчинения.

## Подготовка к операции

### СССР

#### Разведывательное обеспечение
Разведывательная авиация 6 раз производила аэрофотосъёмку Берлина, всех подступов к нему и оборонительных полос. Всего было получено около 15 тысяч аэрофотоснимков. По результатам съёмок, трофейным документам и опросам пленных составлялись подробные схемы, планы, карты, которыми снабжались все командно-штабные инстанции. Военно-топографическая служба 1-го Белорусского фронта изготовила точный макет города с пригородами, который был использован при изучении вопросов, связанных с организацией наступления, общего штурма Берлина и боёв в центре города.
За два дня до начала операции во всей полосе 1-го Белорусского фронта была проведена разведка боем. 32 разведывательных отряда силой до усиленного стрелкового батальона каждый в течение двух суток 14 и 15 апреля боем уточняли размещение огневых средств противника, дислокацию его группировок, определяли сильные и наиболее уязвимые места оборонительной полосы.

#### Инженерное обеспечение
В ходе подготовки наступления инженерные войска 1-го Белорусского фронта под командованием генерал-лейтенанта Антипенко выполнили большой объём сапёрно-инженерных работ. К началу операции, зачастую под огнём противника, через Одер было построено 25 автомобильных мостов общей протяжённостью 15 017 погонных метров и подготовлено 40 паромных переправ. С целью организации непрерывного и полного обеспечения наступающих частей боеприпасами и горючим железнодорожное полотно на занятой территории было перешито на русскую колею почти до самого Одера. Кроме того, военными инженерами фронта прилагались героические усилия по укреплению железнодорожных мостов через реку Вислу, находившихся под угрозой сноса весенним ледоходом.
На 1-м Украинском фронте для форсирования реки Нейсе было заготовлено 2440 сапёрных деревянных лодок, 750 погонных метров штурмовых мостиков и свыше 1000 погонных метров деревянных мостов под грузы 16 и 60 тонн.
2-му Белорусскому фронту в начале наступления предстояло форсировать Одер, ширина которого в некоторых местах достигала шестисот метров, поэтому инженерной подготовке операции также уделялось особое внимание. Инженерные войска фронта под руководством генерал-лейтенанта Благославова в кратчайший срок подтянули и надёжно укрыли в прибрежной зоне десятки понтонов, сотни лодок, подвезли лесоматериалы для строительства причалов и мостов, изготовили плоты, проложили гати через заболоченные участки берега.

#### Маскировка и дезинформация
Готовя наступление,— вспоминал Г. К. Жуков,— мы полностью отдавали себе отчёт в том, что немцы ожидают наш удар на Берлин. Поэтому командование фронта во всех деталях продумало, как организовать этот удар наиболее внезапно для противника.
При подготовке операции особое внимание уделялось вопросам маскировки и достижения оперативной и тактической внезапности. Штабами фронтов были разработаны детальные планы мероприятий по дезинформации и введению противника в заблуждение, согласно которым подготовка к наступлению войсками 1-го и 2-го Белорусского фронтов имитировалась в районе городов Штеттин и Губен. В то же время на центральном участке 1-го Белорусского фронта, где в действительности планировалось нанесение главного удара, продолжались усиленные оборонительные работы. Особенно интенсивно они велись на участках, хорошо просматриваемых противником. Всему личному составу армий разъяснялось, что основной задачей является упорная оборона. Кроме того, в расположение противника подбрасывались документы, характеризующие деятельность войск на различных участках фронта.
Прибытие резервов и частей усиления тщательно маскировалось. Военные эшелоны с артиллерийскими, миномётными, танковыми частями на территории Польши маскировались под составы, перевозящие на платформах лес и сено.
При проведении рекогносцировок танковые командиры от командира батальона до командующего армией переодевались в пехотную форму и под видом связистов обследовали переправы и районы, где будут сосредотачиваться их подразделения.
Круг осведомлённых лиц был предельно ограничен. Кроме командармов с директивой Ставки было разрешено ознакомить только начальников штабов армий, начальников оперативных отделов штабов армий и командующих артиллерией. Командиры полков получили задачи устно за три дня до наступления. Младшим командирам и красноармейцам задачу на наступление разрешалось объявить за два часа до атаки.

#### Перегруппировка войск
В ходе подготовки к Берлинской операции 2-му Белорусскому фронту, только что закончившему Восточно-Померанскую операцию, в период с 4 по 15 апреля 1945 года предстояло перебросить 4 общевойсковые армии на расстояние до 350 км из района городов Данциг и Гдыня на рубеж реки Одер и сменить там армии 1-го Белорусского фронта. Плохое состояние железных дорог и острая нехватка подвижного состава не позволили в полной мере использовать возможности железнодорожного транспорта, поэтому основная тяжесть перевозок легла на автотранспорт. Фронту было выделено 1900 автомашин. Часть пути войскам приходилось преодолевать пешком.

Это был сложный манёвр войск целого фронта,— вспоминал маршал К. К. Рокоссовский,— подобного которому не было на протяжении всей Великой Отечественной войны

### Германия
Немецкое командование предвидело наступление советских войск и тщательно готовилось к его отражению. От Одера до Берлина была построена глубоко эшелонированная оборона, а сам город был превращён в мощную оборонительную крепость. Дивизии первой линии пополнялись личным составом и техникой, в оперативной глубине создавались сильные резервы. В Берлине и близ него формировалось огромное количество батальонов фольксштурма.

#### Характер обороны

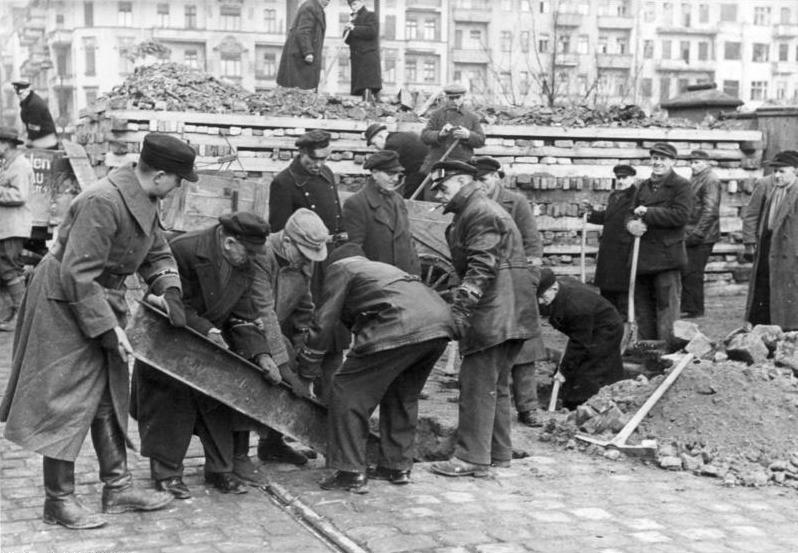
Солдаты фольксштурма возводят противотанковые заграждения,
Берлин, 10 марта 1945 года.

Основу обороны составлял одерско-нейсенский оборонительный рубеж и Берлинский оборонительный район. Одерско-нейсенский рубеж состоял из трёх оборонительных полос, и его общая глубина достигала 20—40 км. Главная оборонительная полоса имела до пяти сплошных линий траншей, и её передний край проходил по левому берегу рек Одер и Нейсе. В 10—20 км от него была создана вторая полоса обороны. Наиболее оборудованной в инженерном отношении она была на Зееловских высотах — перед кюстринским плацдармом. Третья полоса находилась на удалении 20-40 км от переднего края. При организации и оборудовании обороны немецкое командование умело использовало естественные препятствия: озера, реки, каналы, овраги. Все населённые пункты были превращены в сильные опорные пункты и были приспособлены к круговой обороне. При строительстве одерско-нейсенского рубежа особое внимание обращалось на организацию противотанковой обороны.
Насыщение оборонительных позиций войсками противника было неравномерным. Наибольшая плотность войск наблюдалась перед 1-м Белорусским фронтом в полосе шириной 175 км, где оборону занимали 23 дивизии, значительное количество отдельных бригад, полков и батальонов, причём 14 дивизий оборонялись против кюстринского плацдарма. В полосе наступления 2-го Белорусского фронта шириной 120 км оборонялись 7 пехотных дивизий и 13 отдельных полков. В полосе 1-го Украинского фронта шириной 390 км находилось 25 дивизий противника.
Стремясь повысить стойкость своих войск в обороне, немецкое командование ужесточало репрессивные меры. Так, 15 апреля в своём обращении к солдатам восточного фронта Адольф Гитлер требовал расстрела на месте всех, кто отдаст приказ на отход или будет отходить без приказа. В последнюю неделю перед смертью Гитлера среди обороняющихся распространялся боевой листок «Panzerbär» («Противотанковый медведь»).

## Состав и силы сторон

### СССР
1-й Белорусский фронт (командующий фронтом — маршал Г. К. Жуков, заместитель командующего фронтом — В. Д. Соколовский, начальник штаба — генерал-полковник М. С. Малинин) в составе:

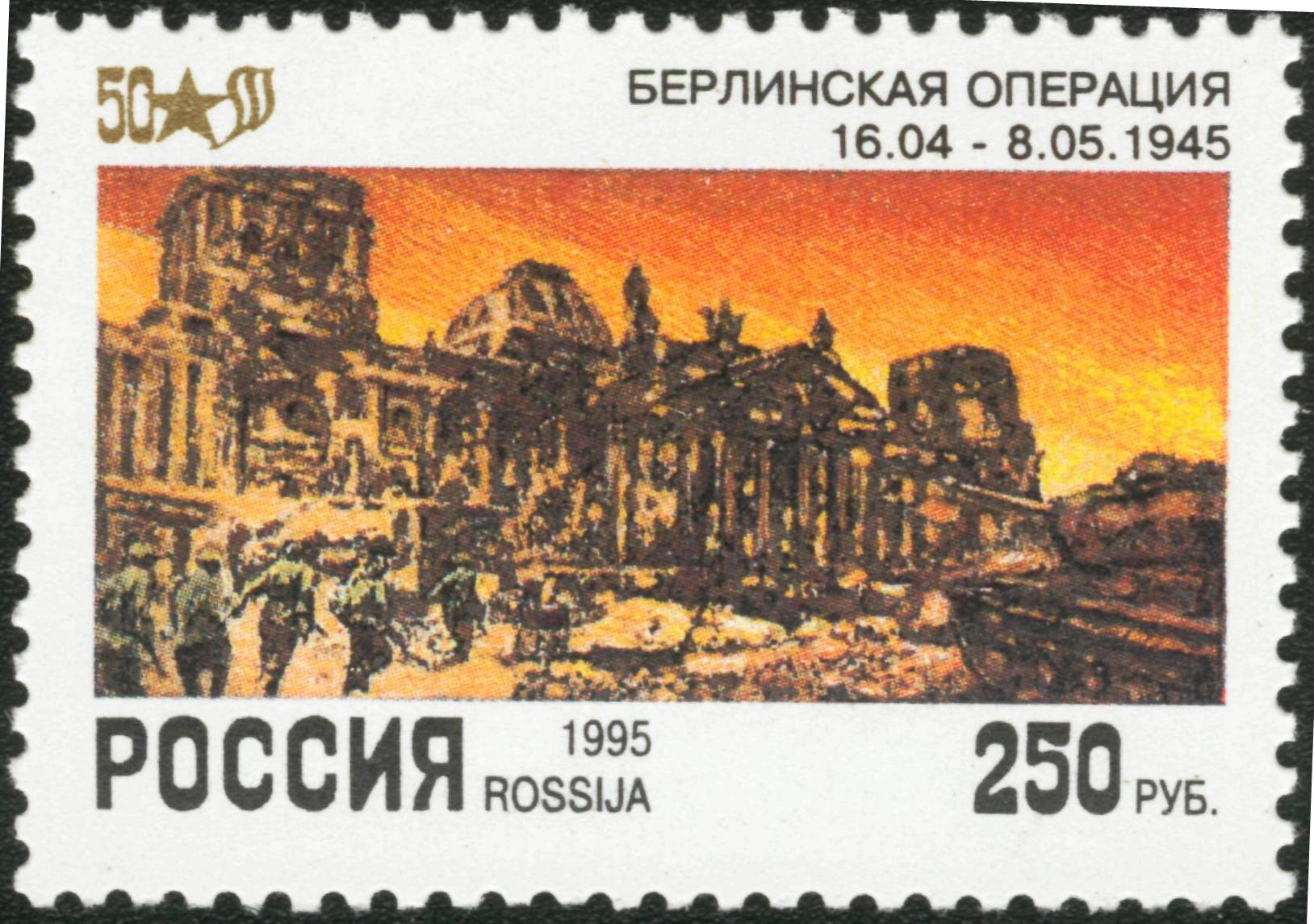
Берлинская операция на марке России, 1995

- 61-я армия (генерал-полковник Белов П. А.)
- 47-я армия (генерал-лейтенант Перхорович Ф. И.)
- 3-я ударная армия (генерал-полковник Кузнецов В. И.)
- 5-я ударная армия (генерал-полковник Берзарин Н. Э.)
- 8-я гвардейская армия (генерал-полковник Чуйков В. И.)
- 69-я армия (генерал-полковник Колпакчи В. Я.)
- 33-я армия (генерал-полковник Цветаев В. Д.)
- 3-я армия (генерал-полковник Горбатов А. В.)
- 1-я гвардейская танковая армия (генерал-полковник танковых войск Катуков М. Е.)
- 2-я гвардейская танковая армия (генерал-полковник танковых войск Богданов С. И.)
- 1-я армия Войска Польского (генерал дивизии/генерал брони Поплавский С. Г.)
- 16-я воздушная армия (генерал-полковник авиации Руденко С. И.)
- 9-й танковый корпус (генерал-лейтенант танковых войск Кириченко И. Ф.)
- 11-й танковый корпус (генерал-майор танковых войск Ющук И. И.)
- 7-й гвардейский кавалерийский корпус (генерал-лейтенант Константинов М. П.)
- 2-й гвардейский кавалерийский корпус (генерал-лейтенант Крюков В. В.)
- Также в полосе фронта действовал 5-й корпус ПВО (генерал-майор артиллерии Антоненко М. В.) с оперативно подчинённой ему 320-й истребительной авиадивизией ПВО имевшие на вооружении 120 истребителей, около 700 зенитных орудий и более 400 зенитных пулемётов[16].

1-й Украинский фронт (командующий маршал И. С. Конев, начальник штаба генерал армии И. Е. Петров) в составе:
- 3-я гвардейская армия (генерал-полковник Гордов В. Н)
- 5-я гвардейская армия (генерал-полковник Жадов А. С.)
- 13-я армия (генерал-полковник Пухов Н. П.)
- 28-я армия (генерал-лейтенант Лучинский А. А.)
- 52-я армия (генерал-полковник Коротеев К. А.)
- 3-я гвардейская танковая армия (генерал-полковник Рыбалко П. С.)
- 4-я гвардейская танковая армия (генерал-полковник Лелюшенко Д. Д.)
- 2-я воздушная армия (генерал-полковник авиации Красовский С. А.)
- 2-я армия Войска Польского (генерал дивизии/генерал брони Сверчевский К. К.)
- 25-й танковый корпус (генерал-майор танковых войск Фоминых Е. И.)
- 4-й гвардейский танковый корпус (генерал-лейтенант танковых войск Полубояров П. П.)
- 7-й гвардейский механизированный корпус (генерал-лейтенант танковых войск Корчагин И. П.)
- 1-й гвардейский кавалерийский корпус (генерал-лейтенант Баранов В. К.)
- Также в полосе фронта действовал 10-й корпус ПВО (генерал-майор артиллерии Слепченко П. Г.) с оперативно подчинённой ему 310-й истребительной авиадивизией ПВО имевшие на вооружении 115 истребителей, 640 зенитных орудий и 380 зенитных пулемётов[16].

2-й Белорусский фронт (командующий маршал К. К. Рокоссовский, начальник штаба генерал-полковник Боголюбов А. Н.) в составе:
- 2-я ударная армия (генерал-полковник Федюнинский И. И.)
- 65-я армия (генерал-полковник Батов П. И.)
- 70-я армия (генерал-полковник Попов В. С.)
- 49-я армия (генерал-полковник Гришин И. Т.)
- 4-я воздушная армия (генерал-полковник авиации Вершинин К. А.)
- 1-й гвардейский танковый корпус (генерал-лейтенант танковых войск Панов М. Ф.)
- 8-й гвардейский танковый корпус (генерал-лейтенант танковых войск Попов А. Ф.)
- 3-й гвардейский танковый корпус (генерал-лейтенант танковых войск Панфилов А. П.)
- 8-й механизированный корпус(генерал-майор танковых войск Фирсович А. Н.)
- 3-й гвардейский кавалерийский корпус (генерал-лейтенант Осликовский Н. С.)
- Также в полосе фронта действовал 4-й корпус ПВО (генерал-майор артиллерии (Герасимов В. А.) имевший свыше 400 зенитных орудий и 320 зенитных пулемётов[16].

18-я воздушная армия (главный маршал авиации Голованов А. Е.)
Днепровская военная флотилия (контр-адмирал Григорьев В. В.)
Краснознамённый Балтийский флот (адмирал Трибуц В. Ф.)
Всего: советские войска — 1,9 млн человек, польские войска — 155 900 человек, 6250 танков, 41 600 орудий и миномётов, более 7500 самолётов

### Германия
Группа армий «Висла» под командованием генерал-полковника Г. Хейнрици, с 28 апреля генерала К. Штудента в составе:
- 3-я танковая армия (генерал танковых войск Х. фон Мантойфель)
  - 32-й армейский корпус (генерал пехоты Ф. Шак)
  - армейский корпус «Одер»
  - 3-й танковый корпус СС (бригадефюрер СС Й. Циглер)
  - 46-й танковый корпус (генерал пехоты М. Гарайс)
- 9-я армия (генерал пехоты Т. Буссе)
  - 101-й армейский корпус (генерал артиллерии В. Берлин, с 18 апреля 1945 генерал-лейтенант Ф. Зикст)
  - 56-й танковый корпус (генерал артиллерии Г. Вейдлинг)
  - 11-й армейский корпус СС (обергруппенфюрер СС М. Кляйнхайстеркамп)
  - 5-й горный корпус СС (обергруппенфюрер СС Ф. Екельн)

Группа армий «Центр» под командованием генерал-фельдмаршала Ф. Шернера в составе:
- 4-я танковая армия (генерал танковых войск Ф. Грезер)
  - 5-й армейский корпус (генерал артиллерии К. Вегер)
  - танковый корпус «Великая Германия» (генерал танковых войск Г. Яуер)
  - 40-й танковый корпус (генерал Хенрици, Зигфрид)
- Часть сил 17-й армий (генерал пехоты В. Хассе)

Авиационную поддержку сухопутных войск осуществляли: 4-й воздушный флот, 6-й воздушный флот, воздушный флот «Райх».
Всего: 48 пехотных, 6 танковых и 9 моторизованных дивизий; 37 отдельных пехотных полков, 98 отдельных пехотных батальонов, а также большое количество отдельных артиллерийских и специальных частей и соединений (1 млн человек, 10 400 орудий и миномётов, 1500 танков и штурмовых орудий и 3300 боевых самолётов).
«По всей линии обороны двух армий „Вислы“ Хейнрици имел менее 700 действующих танков и самоходных орудий, распылённых по разным соединениям 9-й и 3-й армий… В отличие от мощной артиллерии Жукова, 20 000 орудий всех калибров, Хейнрици имел 744 пушки и 600 зениток, используемых как полевые орудия.
Количество боеприпасов и топлива было явно недостаточным. Кроме снарядов, сложенных на батареях, 9-я армия имела боезапас всего на два с половиной дня.» — Корнелиус Райан
24 апреля в сражение вступила 12-я армия под командованием генерала пехоты В. Венка, ранее занимавшая оборону на Западном фронте.
«Между 3-й танковой армией Мантейфеля на севере и 9-й армией Буссе в южном секторе у Хейнрици было общим счётом около 482 000 солдат и практически никаких резервов.» — Корнелиус Райан

## Общий ход боевых действий

### 1-й Белорусский фронт (16—25 апреля)

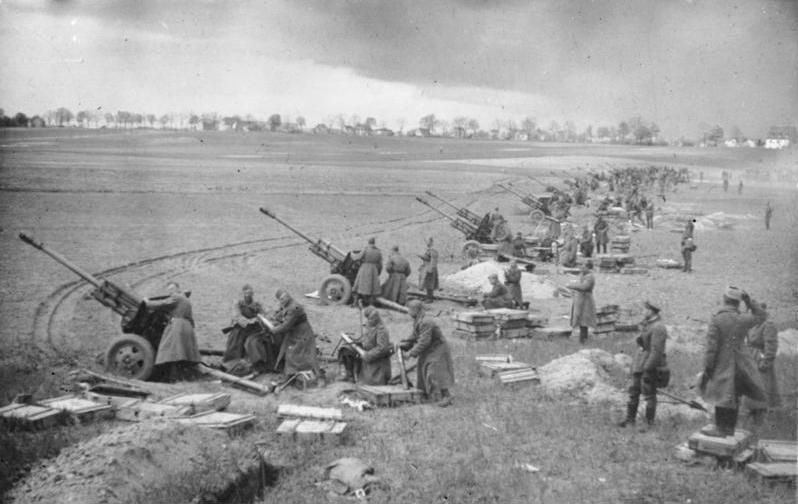
Советская артиллерия на подступах к Берлину, апрель 1945 года.

16 апреля, в 5 часов утра по московскому времени (за 2 часа до рассвета), в полосе 1-го Белорусского фронта началась артиллерийская подготовка. 9000 орудий и миномётов, а также более 1500 установок РС БМ-13 и БМ-31 в течение 25 минут обстреливали первую полосу немецкой обороны на 27-километровом участке прорыва. С началом атаки огонь артиллерии был перенесён вглубь обороны, а на участках прорыва были включены 143 зенитных прожектора. Их свет затруднял обзор противнику и в то же время освещал дорогу наступающим подразделениям (немецкие системы ночного видения Infrarot-Scheinwerfer обнаруживали цели на расстоянии до одного километра и представляли серьёзную угрозу при штурме Зееловских высот, а прожекторы вывели их из строя мощной засветкой).

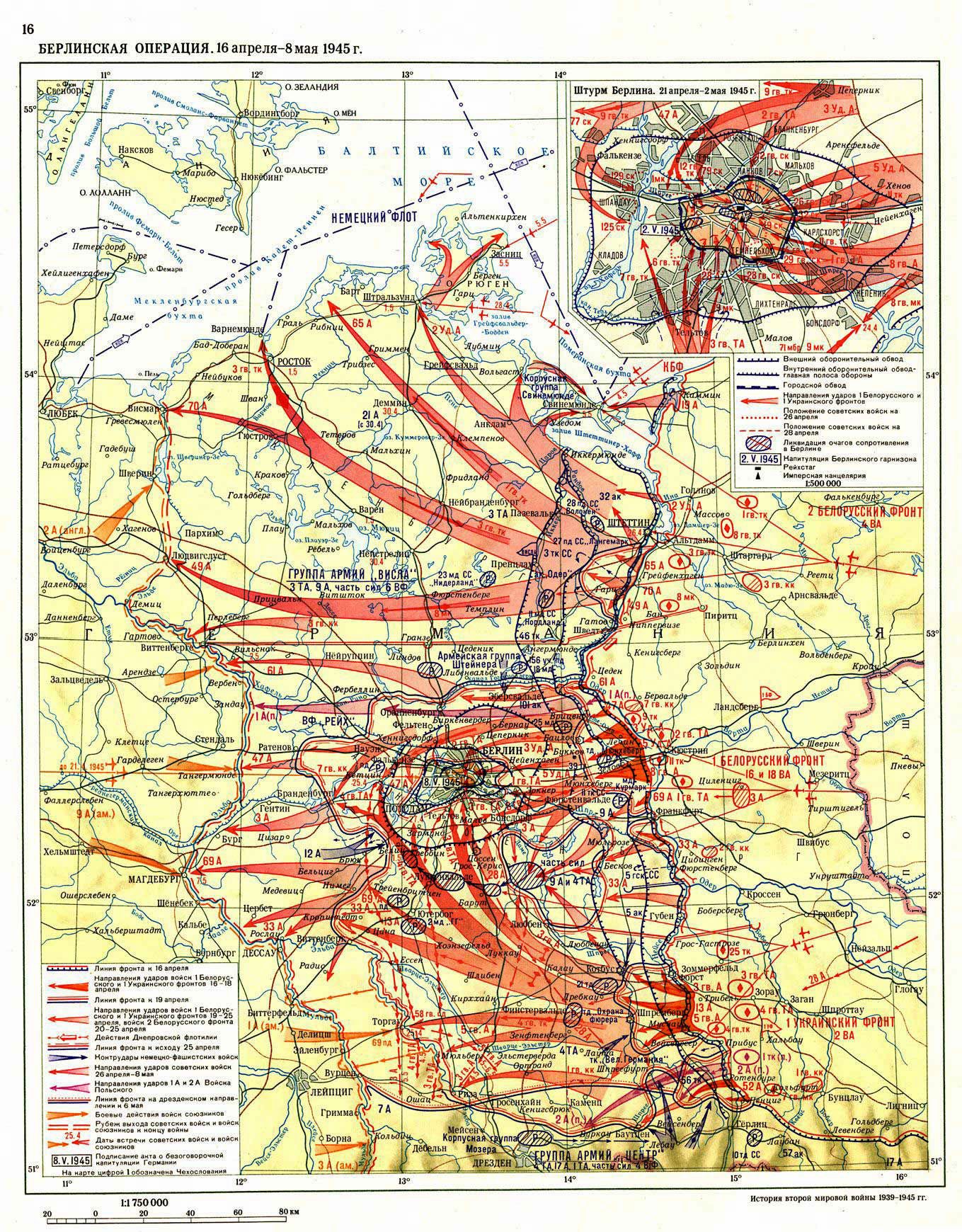
Карта операции

Первые полтора-два часа наступление советских войск развивалось успешно, отдельные соединения вышли ко второй полосе обороны. Однако вскоре немцы, опираясь на сильную и хорошо подготовленную вторую полосу обороны, стали оказывать ожесточённое сопротивление. По всему фронту разгорелись напряжённые бои. Хотя на некоторых участках фронта войскам удалось овладеть отдельными опорными пунктами, добиться решающего успеха им не удалось. Мощный узел сопротивления, оборудованный на Зееловских высотах, оказался непреодолимым для стрелковых соединений. Это ставило под угрозу успех всей операции. В такой обстановке командующий фронтом маршал Жуков принял решение ввести в сражение 1-ю и 2-ю гвардейские танковые армии. Это не было предусмотрено планом наступления, однако упорное сопротивление немецких войск потребовало усилить пробивную способность наступающих путём ввода в бой танковых армий. Ход сражения в первый день показал, что немецкое командование придаёт удержанию Зееловских высот решающее значение. Для укрепления обороны на этом участке к концу 16 апреля были брошены оперативные резервы группы армий «Висла». Весь день и всю ночь 17 апреля войска 1-го Белорусского фронта вели ожесточённые бои с противником. К утру 18 апреля танковые и стрелковые соединения, при поддержке авиации 16-й и 18-й воздушных армий, взяли Зееловские высоты. Преодолевая упорную оборону немецких войск и отражая яростные контратаки, войска фронта к исходу 19 апреля прорвали третью оборонительную полосу и получили возможность развивать наступление на Берлин.
Реальная угроза окружения вынудила командующего 9-й немецкой армии Т. Буссе выйти с предложением об отводе армии к пригородам Берлина и занятии там прочной обороны. Такой план был поддержан командующим группой армий «Висла» генерал-полковником Хейнрици, однако Гитлер отклонил это предложение и приказал удерживать занимаемые рубежи любой ценой.
20 апреля ознаменовалось артиллерийским ударом по Берлину, нанесённым дальнобойной артиллерией 79-го стрелкового корпуса 3-й ударной армии. Это был своеобразный подарок Гитлеру ко дню рождения. 21 апреля части 3-й ударной, 2-й гвардейской танковой, 47-й и 5-й ударной армий преодолев третью полосу обороны, ворвались на окраины Берлина и завязали там бои. Первыми ворвались в Берлин с востока войска, входившие в состав 26-го гвардейского стрелкового корпуса генерала П. А. Фирсова и 32-го корпуса генерала Д. С. Жеребина 5-й ударной армии. В этот же день ефрейтор А. И. Муравьёв установил первое советское знамя в Берлине. Вечером 21 апреля с юга к городу подошли передовые части 3-й гвардейской танковой армии П. С. Рыбалко. 23 и 24 апреля боевые действия на всех направлениях приняли особенно ожесточённый характер. 23 апреля наибольшего успеха в штурме Берлина добился 9-й стрелковый корпус под командованием генерал-майора И. П. Рослого. Воины этого корпуса решительным штурмом овладели Карлсхорстом, частью Кёпеника и, выйдя к Шпрее, с ходу форсировали её. Большую помощь при форсировании Шпрее оказывали корабли Днепровской военной флотилии, перебрасывая под огнём противника стрелковые подразделения на противоположный берег. Хотя к 24 апреля темпы продвижения советских войск снизились, гитлеровцам не удалось остановить их. 24 апреля 5-я ударная армия, ведя ожесточённые бои, продолжала успешно продвигаться к центру Берлина.
Действующие на вспомогательном направлении, 61-я армия и 1-я армия Войска Польского, начав наступление 17 апреля, с упорными боями преодолев немецкую оборону, обошли Берлин с севера и двинулись к Эльбе.

### 1-й Украинский фронт (16—25 апреля)
Наступление войск 1-го Украинского фронта развивалось более успешно. 16 апреля рано утром на всём 390-километровом фронте была поставлена дымовая завеса, ослепившая передовые наблюдательные пункты противника. В 6 часов 55 минут, после 40-минутного артиллерийского удара по переднему краю немецкой обороны, усиленные батальоны дивизий первого эшелона приступили к форсированию Нейсе. Быстро захватив плацдармы на левом берегу реки, они обеспечили условия для наведения мостов и переправы главных сил. За первые часы операции инженерными войсками фронта на главном направлении удара были оборудованы 133 переправы. С каждым часом количество сил и средств, переправленных на плацдарм возрастало. В середине дня наступающие вышли ко второй полосе немецкой обороны. Почувствовав угрозу крупного прорыва, немецкое командование уже в первый день операции бросило в бой не только свои тактические, но и оперативные резервы, поставив перед ними задачу сбросить наступающие советские войска в реку. Тем не менее, к исходу дня войска фронта прорвали главную полосу обороны на фронте 26 км и продвинулись на глубину до 13 км.
К утру 17 апреля через Нейсе в полном составе переправились 3-я и 4-я гвардейские танковые армии. Весь день войска фронта, преодолевая упорное сопротивление врага, продолжали расширять и углублять брешь в немецкой обороне. Авиационную поддержку наступающим войскам оказывали лётчики 2-й воздушной армии. Штурмовая авиация, действуя по заявкам сухопутных командиров, уничтожала огневые средства и живую силу противника на переднем крае. Бомбардировочная авиация громила подходящие резервы. К середине 17 апреля в полосе 1-го Украинского фронта сложилась следующая обстановка: по узкому коридору, пробитому войсками 13-й, 3-й и 5-й гвардейских армий, на запад шли танковые армии Рыбалко и Лелюшенко. К концу дня они подошли к Шпрее и начали её форсирование.
Тем временем на второстепенном, дрезденском, направлении войска 52-й армии генерала К. А. Коротеева и 2-й армии Войска Польского генерала К. К. Сверчевского прорвали тактическую оборону противника и за два дня боевых действий продвинулись на глубину до 20 км.
Учитывая медленное продвижение войск 1-го Белорусского фронта, а также успех, достигнутый в полосе 1-го Украинского фронта, в ночь на 18 апреля Ставка решила повернуть 3-ю и 4-ю гвардейские танковые армии 1-го Украинского фронта на Берлин. В своём приказе командармам Рыбалко и Лелюшенко на наступление командующий фронтом писал:

На главном направлении танковым кулаком смелее и решительнее пробиваться вперед. Города и крупные населенные пункты обходить и не ввязываться в затяжные фронтальные бои. Требую твердо понять, что успех танковых армий зависит от смелого манёвра и стремительности в действиях.
Выполняя распоряжение командующего, 18 и 19 апреля танковые армии 1-го Украинского фронта неудержимо шли к Берлину. Темп их наступления достигал 35—50 км в день. В то же время общевойсковые армии готовились к ликвидации крупных группировок противника в районе Котбуса и Шпремберга.
К исходу дня 20 апреля главная ударная группировка 1-го Украинского фронта глубоко вклинилась в расположение противника, и полностью отсекла немецкую группу армий «Висла» от группы армий «Центр». Почувствовав угрозу, вызванную стремительными действиями танковых армий 1-го Украинского фронта, немецкое командование предприняло ряд мер по укреплению подступов к Берлину. Для укрепления обороны в район городов Цоссен, Луккенвальде, Юттербог были срочно направлены пехотные и танковые части. Преодолевая их упорное сопротивление, танкисты Рыбалко в ночь на 21 апреля достигли внешнего Берлинского оборонительного обвода. К утру 22 апреля 9-й мехкорпус Сухова и 6-й гвардейский танковый корпус Митрофанова 3-й гвардейской танковой армии форсировали канал Нотте, прорвали внешний оборонительный обвод Берлина и концу дня вышли на южный берег канала Тельтов. Там, встретив сильное и хорошо организованное сопротивление противника, они были остановлены.
Днём 22 апреля в ставке Гитлера состоялось совещание высшего военного руководства, на котором было принято решение о снятии 12-й армии В. Венка с западного фронта и направлении её на соединение с полуокружённой 9-й армией Т. Буссе. Для организации наступления 12-й армии в её штаб был направлен фельдмаршал Кейтель. Это стало последней серьёзной попыткой повлиять на ход сражения, так как к исходу дня 22 апреля войска 1-го Белорусского и 1-го Украинского фронтов сформировали и почти замкнули два кольца окружения. Одно — вокруг 9-й армии противника восточнее и юго-восточнее Берлина; другое — западнее Берлина, вокруг частей, непосредственно оборонявшихся в городе.
Канал Тельтов представлял собой достаточно серьёзное препятствие: заполненный водой ров с высокими бетонированными берегами шириной сорок — пятьдесят метров. Кроме того, его северный берег был очень хорошо подготовлен к обороне: траншеи, железобетонные доты, врытые в землю танки и самоходки. Над каналом почти сплошная, ощетинившаяся огнём стена домов, со стенами толщиной в метр и более. Оценив обстановку, советское командование приняло решение провести тщательную подготовку к форсированию канала. Весь день 23 апреля 3-й гвардейская танковая армия готовилась к штурму. К утру 24 апреля на южном берегу Тельтова сосредоточилась мощная артиллерийская группировка, плотностью до 650 стволов на километр фронта, предназначенная для уничтожения немецких укреплений на противоположном берегу. Подавив мощнейшим артиллерийским ударом вражескую оборону, войска 6-го гвардейского танкового корпуса генерал-майора Митрофанова успешно форсировали канал и захватили плацдарм на его северном берегу. Днём 24 апреля 12-я армия Венка предприняла первые танковые атаки на позиции 5-го гвардейского механизированного корпуса генерала Ермакова (4-я гвардейская танковая армия) и частей 13-й армии. Все атаки были успешно отбиты при поддержке 1-го штурмового авиационного корпуса генерал-лейтенанта Рязанова.
В 12 часов дня 25 апреля западнее Берлина передовые части 4-й гвардейской танковой армии встретились с частями 47-й армии 1-го Белорусского фронта. В тот же день произошло и другое знаменательное событие. Спустя полтора часа на Эльбе 34-й гвардейский стрелковый корпус генерала Бакланова 5-й гвардейской армии встретился с американскими войсками.
С 25 апреля по 2 мая войска 1-го Украинского фронта вели ожесточённые бои на трёх направлениях: части 28-й армии, 3-й и 4-й гвардейских танковых армий участвовали в штурме Берлина; часть сил 4-й гвардейской танковой армии совместно с 13-й армией отражали контрудар 12-й немецкой армии; 3-я гвардейская армия и часть сил 28-й армии блокировали и уничтожали окружённую 9-ю армию.
Всё время с начала операции командование группы армий «Центр» стремилось сорвать наступление советских войск. 20 апреля немецкие войска нанесли первый контрудар на левом фланге 1-го Украинского фронта и потеснили войска 52-й армии и 2-й армии Войска Польского. 23 апреля последовал новый мощный контрудар, в результате которого оборона на стыке 52-й армии и 2-й армии Войска Польского была прорвана и немецкие войска продвинулись на 20 км в общем направлении на Шпремберг, угрожая выйти на тылы фронта.

### 2-й Белорусский фронт (20 апреля — 8 мая)
C 17 по 19 апреля войска 65-й армии 2-го Белорусского фронта, под командованием генерал-полковника Батова П. И., провели разведку боем и передовыми отрядами овладели междуречьем Одера, облегчив тем самым последующие форсирование реки.
Утром 20 апреля в наступление перешли главные силы 2-го Белорусского фронта: 65, 70 и 49-я армии. Форсирование Одера происходило под прикрытием артиллерийского огня и дымовых завес. Наиболее успешно наступление развивалось на участке 65-й армии, в чём была немалая заслуга инженерных войск армии. Наведя к 13 часам две 16-тонные понтонные переправы, войска этой армии к вечеру 20 апреля захватили плацдарм шириной 6 и глубиной 1.5 километра.

Нам довелось наблюдать работу саперов. Работая по горло в ледяной воде среди разрывов снарядов и мин, они наводили переправу. Каждую секунду им грозила смерть, но люди понимали свой солдатский долг и думали об одном — помочь товарищам на западном берегу и этим приблизить победу.
Более скромный успех был достигнут на центральном участке фронта в полосе 70-й армии. Левофланговая 49-я армия встретила упорное сопротивление и успеха не имела. Весь день и всю ночь 21 апреля войска фронта, отбивая многочисленные атаки немецких войск, упорно расширяли плацдармы на западном берегу Одера. В сложившейся обстановке, командующий фронтом К. К. Рокоссовский решил направить 49-ю армию по переправам правого соседа 70-й армии, а затем вернуть в свою полосу наступления. К 25 апреля в результате ожесточённых боёв войска фронта расширили захваченный плацдарм до 35 км по фронту и до 15 км в глубину. Для наращивания ударной мощи на западный берег Одера были переправлены 2-я ударная армия, а также 1-й и 3-й гвардейские танковые корпуса. На первом этапе операции 2-й Белорусский фронт своими действиями сковал главные силы 3-й немецкой танковой армии, лишив её возможности помочь сражающимся под Берлином.
26 апреля соединения 65-й армии штурмом овладели Штеттином. В дальнейшем армии 2-го Белорусского фронта ломая сопротивление противника и громя подходящие резервы, упорно продвигались на запад. 3 мая 3-й гвардейский танковый корпус Панфилова юго-западнее Висмара установил связь с передовыми частями 2-й британской армии.

### Ликвидация франкфуртско-губенской группировки
К концу 24 апреля соединения 28-й армии 1-го Украинского фронта вошли в соприкосновение с частями 8-й гвардейской армии 1-го Белорусского фронта, тем самым окружив юго-восточнее Берлина 9-ю армию генерала Т. Буссе и отрезав её от города. Окружённая группировка немецких войск стала именоваться франкфуртско-губенской. Теперь перед советским командованием встала задача ликвидации 200-тысячной группировки противника и недопущение её прорыва в Берлин или на запад. Для выполнения последней задачи 3-я гвардейская армия и часть сил 28-й армии 1-го Украинского фронта заняли активную оборону на пути возможного прорыва немецких войск. 26 апреля 3-я, 69-я, и 33-я армии 1-го Белорусского фронта приступили к окончательной ликвидации окружённых частей. Однако враг не только оказывал упорное сопротивление, но и неоднократно предпринимал попытки вырваться из окружения. Искусно маневрируя и умело создавая превосходство в силах на узких участках фронта, немецким войскам дважды удавалось прорывать кольцо окружения. Однако каждый раз советское командование принимало решительные меры для ликвидации прорыва. Вплоть до 2 мая окружённые части 9-й немецкой армии предпринимали отчаянные попытки пробиться через боевые порядки 1-го Украинского фронта на запад, на соединение с 12-й армией генерала Венка. Лишь отдельным малочисленным группам удалось просочиться через леса и уйти на запад.
Севернее Берлина немецкие части 9-й армии оказывали упорное сопротивление войскам 61-й армии РККА, которая наносила вспомогательный удар, обеспечивая окружение Берлина с севера. Войскам 61-й армии было приказано форсировать Одер и уничтожить немецкую группировку. В районе города Одерберг 27 апреля был высажен морской десант.

### Штурм Берлина (25 апреля — 2 мая)
В 12 часов дня 25 апреля замкнулось кольцо вокруг Берлина, когда 6-й гвардейский мехкорпус 4-й гвардейской танковой армии форсировал реку Хафель и соединился с частями 328-й дивизии 47-й армии генерала Перхоровича. К тому времени, по оценке советского командования, гарнизон Берлина насчитывал не менее 200 тысяч человек, 3 тысячи орудий и 250 танков. Оборона города была тщательно продумана и хорошо подготовлена. В её основе лежала система сильного огня, опорных пунктов и узлов сопротивления. Чем ближе к центру города, тем оборона становилась плотнее. Особую прочность ей придавали массивные каменные постройки с большой толщиной стен. Окна и двери многих зданий заделывались и превращались в амбразуры для ведения огня. Улицы перекрывались мощными баррикадами толщиною до четырёх метров. Обороняющиеся имели большое количество фаустпатронов, которые в обстановке уличных боёв оказались грозным противотанковым оружием. Немаловажное значение в системе обороны врага имели подземные сооружения, которые широко использовались противником для манёвра войск, а также для укрытия их от артиллерийских и бомбовых ударов.
К 26 апреля в штурме Берлина принимали участие шесть армий 1-го Белорусского фронта (47-я, 3-я и 5-я ударные, 8-я гвардейская, 1-я и 2-я гвардейские танковые армии) и три армии 1-го Украинского фронта (28-я, 3-я и 4-я гвардейские танковые). В их составе было 464 тыс. человек, 1 500 танков и самоходных орудий, 12 700 орудий и миномётов, 2 100 реактивных установок. Учитывая опыт взятия крупных городов, для боёв в городе создавались штурмовые отряды в составе стрелковых батальонов или рот, усиленных танками, артиллерией и сапёрами. Действия штурмовых отрядов, как правило, предварялись короткой, но мощной артиллерийской подготовкой.
К 27 апреля в результате действий глубоко продвинувшихся к центру Берлина армий двух фронтов группировка противника в Берлине вытянулась узкой полосой с востока на запад — шестнадцать километров в длину и два-три, в некоторых местах пять километров в ширину. Бои в городе не прекращались ни днём, ни ночью. Квартал за кварталом советские войска «прогрызали» оборону противника. Так, к вечеру 28 апреля, части 3-й ударной армии вышли в район рейхстага. В ночь на 29 апреля действиями передовых батальонов под командованием капитана С. А. Неустроева и старшего лейтенанта К. Я. Самсонова был захвачен мост Мольтке. На рассвете 30 апреля штурмом ценой немалых потерь было захвачено здание министерства внутренних дел, соседствовавшее со зданием парламента. Путь на рейхстаг был открыт.
30 апреля 1945 в ходе штурма здания Рейхстага группа лейтенанта Семёна Сорокина (Виктор Провоторов, Степан Орешко, Григорий Булатов, Ракымжан Кошкарбаев) с боем прорвалась к крыше, и в 14:25 двое бойцов — красноармеец Григорий Булатов и лейтенант Рахимжан Кошкарбаев — водрузили самодельное полотно на фасаде здания Рейхстага. В этот же день, в 21:30 части 150-й стрелковой дивизии под командованием генерал-майора В. М. Шатилова и 171-й стрелковой дивизии под командованием полковника А. И. Негоды штурмом овладели основной частью здания рейхстага. Оставшиеся гитлеровские части оказывали упорное сопротивление. Драться приходилось за каждое помещение. Ранним утром 1 мая над рейхстагом был поднят штурмовой флаг 150-й стрелковой дивизии, однако бой за рейхстаг продолжался ещё весь день, и только в ночь на 2 мая гарнизон рейхстага капитулировал.
1 мая в руках немцев остались только Тиргартен и правительственный квартал. Здесь располагалась имперская канцелярия, во дворе которой находился бункер ставки Гитлера.
В ночь на 1 мая по предварительной договорённости в штаб 8-й гвардейской армии прибыл начальник генерального штаба немецких сухопутных войск генерал Кребс. Он сообщил командующему армией генералу В. И. Чуйкову о самоубийстве Гитлера и о предложении нового правительства Германии заключить перемирие. Сообщение тут же было передано Г. К. Жукову, который сам позвонил в Москву. Сталин подтвердил категорическое требование о безоговорочной капитуляции. В 18 часов 1 мая новое правительство Германии отклонило требование о безоговорочной капитуляции, и советские войска с новой силой возобновили штурм.
В первом часу ночи 2 мая радиостанциями 1-й Белорусского фронта было получено сообщение на русском языке: «Просим прекратить огонь. Высылаем парламентёров на Потсдамский мост». Прибывший в назначенное место немецкий офицер от имени командующего обороной Берлина генерала Вейдлинга сообщил о готовности немецкого гарнизона прекратить сопротивление. В 6 часов утра 2 мая генерал артиллерии Вейдлинг в сопровождении трёх немецких генералов перешёл линию фронта и сдался в плен. Через час, находясь в штабе 8-й гвардейской армии, он написал приказ о капитуляции, который был размножен и при помощи громкоговорящих установок и радио доведён до частей противника, обороняющихся в центре Берлина. По мере доведения этого приказа до обороняющихся сопротивление в городе прекращалось. К концу дня войска 8-й гвардейской армии очистили от противника центральную часть города. Отдельные части, не пожелавшие сдаваться в плен, пытались прорваться на запад, но были уничтожены или рассеяны.

## Потери сторон

### СССР
С 16 апреля по 2 мая советские войска потеряли 352 475 человек, из них безвозвратно — 81 116 человек. Потери боевой техники составили 1997 танков и САУ, 2108 орудий и миномётов, 917 боевых самолётов, 215,9 тыс. единиц стрелкового оружия.

### Польша
Потери польских войск за тот же период составили 8892 человека, из них безвозвратно — 2825 человек.

### Германия
Согласно боевым донесениям советских фронтов:
- Войска 1-го Белорусского фронта в период с 16 апреля по 13 мая

уничтожили 232 726 человек, пленили 250 675
- Войска 1-го Украинского фронта в период с 15 по 29 апреля

уничтожили 114 349 человек, пленили 55 080 человек
- Войска 2-го Белорусского фронта в период с 5 апреля по 8 мая:

уничтожили 49 770 человек, взяли в плен 84 234 человек
Таким образом, по донесениям советского командования потери немецких войск убитыми составили около 400 тысяч человек, пленными около 380 тысяч человек. Часть немецких войск была оттеснена к Эльбе и капитулировала перед союзными войсками.
Потери немецкой авиации по советским данным составили 1 166 сбитых самолётов в воздушных боях на всех трёх фронтах и 801 самолёт от огня зенитной артиллерии по 1-му Белорусскому и 1-му Украинскому фронтам.
Также по оценке советского командования общая численность войск, вышедших из окружения в районе Берлина, не превышает 17 000 человек с 80—90 единицами бронетехники.
По данным современного военного исследователя В. В. Литвиненко на основе анализа опубликованных в последние десятилетия немецких документов, безвозвратные потери немецких войск в Берлинской операции составляют от 540 000 до 620 000 человек.

#### Потери Германии по данным из немецких источников
По немецким данным в обороне непосредственно Берлина участвовали 45 тысяч немецких военнослужащих, из которых погибло 22 тысячи человек. Потери Германии убитыми во всей Берлинской операции составили около ста тысяч военнослужащих. Необходимо учесть, что данные о потерях в 1945 году в ОКВ определялись расчётным способом. Из-за нарушения систематического документального учёта и отчётности, нарушения управления войсками, достоверность этих сведений очень низка. Кроме того, по принятым в вермахте правилам в потерях личного состава учитывались потери только военнослужащих и не учитывались потери войск союзных государств и иностранных формирований, воевавших в составе вермахта, а также военизированных формирований, обслуживавших войска.

### Завышение немецких потерь
Согласно боевым донесениям фронтов:
- Войсками 1-го Белорусского фронта в период с 16 апреля по 13 мая: уничтожено — 1184, захвачено — 629 танков и самоходных орудий.
- Войсками 1-го Украинского фронта в период с 15 по 29 апреля уничтожено — 1067, захвачено — 432 танков и самоходных орудий;
- Войсками 2-го Белорусского фронта в период с 5 апреля по 8 мая уничтожено — 195, захвачено — 85 танков и самоходных орудий.

Всего по данным фронтов было уничтожено и захвачено 3592 танка и самоходных орудия, что более чем в 2 раза превышает число танков, имевшихся на советско-германском фронте перед началом операции.
В апреле 1946 года состоялась военно-научная конференция, посвящённая Берлинской наступательной операции. В одном из выступлений генерал-лейтенант К. Ф. Телегин привёл данные, согласно которым суммарное количество танков, якобы уничтоженное в ходе операции войсками 1-го Белорусского фронта, более чем в 2 раза превосходит число танков, имевшееся у немцев против 1-го Белорусского фронта перед началом операции. Также в выступлении говорилось о некотором завышении (примерно на 15 %) людских потерь, понесённых немецкими войсками.
Эти данные позволяют говорить о завышении немецких потерь в технике со стороны советского командования.
С другой стороны, необходимо учесть, что 1-му Украинскому фронту, в ходе операции пришлось сражаться с войсками 12-й немецкой армии, которая перед началом сражения занимала оборону против американских войск, и танки которой не учитывались при первоначальном расчёте. Отчасти превышение числа подбитых немецких танков над числом имевшихся к началу сражения объясняется также и высокой «возвращаемостью» немецких танков в строй после подбития, что происходило благодаря чёткой работе служб эвакуации техники с поля боя, наличию большого числа хорошо оснащённых ремонтных подразделений и хорошей ремонтопригодности немецких танков.

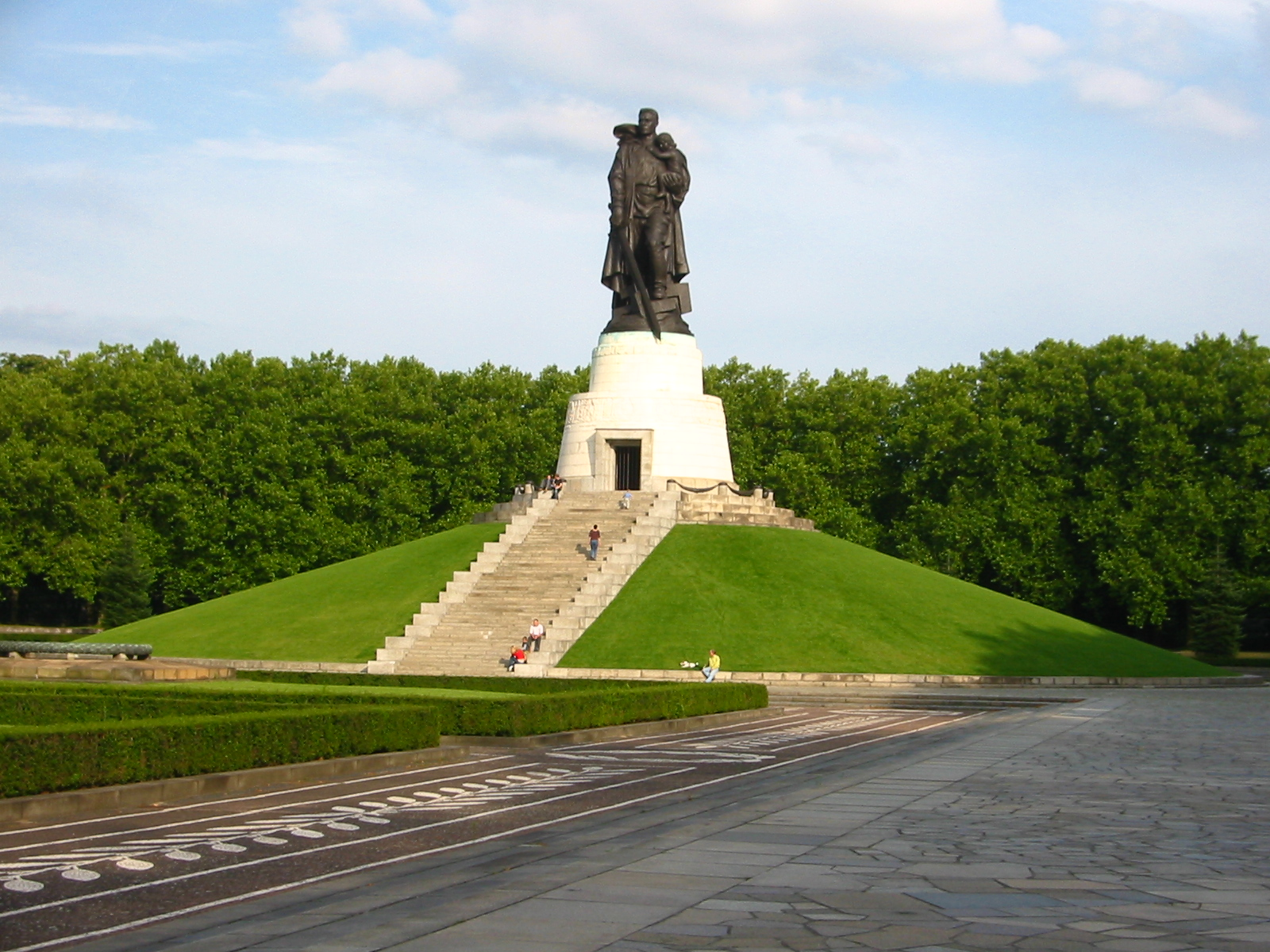
Монумент Воину-освободителю
в Трептов-парке, Берлин.

## Результаты операции
- Уничтожение крупнейшей[2] группировки немецких войск, захват столицы Германии, пленение высшего военного и политического руководства Германии.
- Падение Берлина и потеря руководством Германии способности к управлению привели к практически полному прекращению организованного сопротивления со стороны германских вооружённых сил.
- Из немецкого плена освобождены сотни тысяч человек, среди которых не менее 200 тысяч граждан иностранных государств. Только в полосе 2-го Белорусского фронта в период с 5 апреля по 8 мая из плена было освобождено 197 523 человека, из которых 68 467 граждан союзных государств[8].

## Отзыв противника
Последний командующий обороной Берлина генерал артиллерии Г. Вейдлинг, находясь в советском плену, дал следующую характеристику действиям Красной армии в Берлинской операции:

Я считаю, что основными чертами данной операции русских, как и в других операциях, является следующее:
1. Умелый выбор направлений главного удара.
2. Концентрация и ввод крупных сил, и в первую очередь танковых и артиллерийских масс, на участках, где наметился наибольший успех, быстрые и энергичные действия по расширению созданных разрывов в немецком фронте.
3. Применение различных тактических приёмов, достижение моментов внезапности, даже в случаях, когда наше командование располагает данными о предстоящем русском наступлении и ожидает этого наступления.
4. Исключительно маневренное руководство войсками, операция русских войск характеризуется ясностью замыслов, целеустремлённостью и настойчивостью в осуществлении этих планов.

## Исторические факты

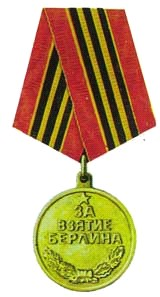
Медаль «За взятие Берлина»

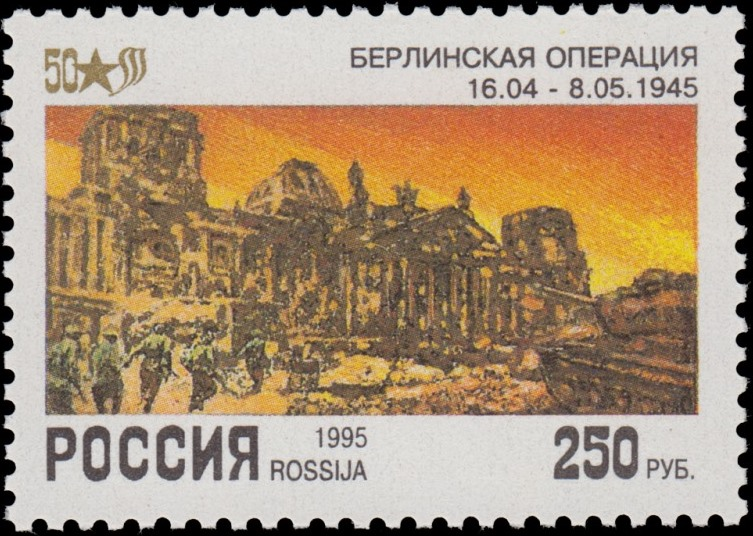
Почтовая марка России 1995 года

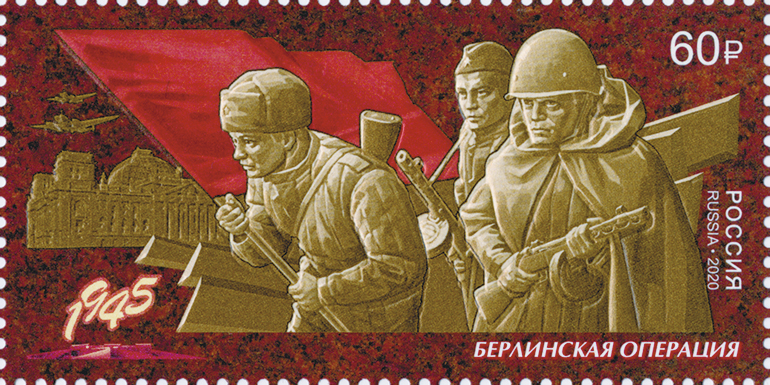
Барельеф с группой советских солдат во время Берлинской наступательной операции, несущих знамя для водружения на здание Рейхстага. Художник-дизайнер С. Ульяновский.Почтовая марка России 2020 года.

- Берлинская операция занесена в Книгу рекордов Гиннесса как самое крупное сражение в истории. С обеих сторон в сражении принимало участие около 3,5 миллионов человек, 52 тысячи орудий и миномётов, 7750 танков и 11 тысяч самолётов.
- Первоначально командование 1-го Белорусского фронта планировало осуществить операцию по овладению Берлином в феврале 1945 года[8].
- Среди освобождённых гвардейцами 63-й Челябинской танковой бригады М. Г. Фомичёва узников концлагеря близ Бабельсберга находился бывший премьер-министр Франции Эдуар Эррио[18].
- 23 апреля Гитлер на основании ложного доноса отдал приказ о расстреле командира 56-го танкового корпуса генерала артиллерии Г. Вейдлинга. Узнав об этом, Вейдлинг прибыл в ставку и добился аудиенции с Гитлером, после которой приказ о расстреле генерала был отменён, а сам он был назначен командующим обороной Берлина[8][17]. В немецком художественном кинофильме «Бункер» генерал Вейдлинг, получая в канцелярии приказ об этом назначении, говорит: «Я бы предпочёл, чтобы меня расстреляли».
- 22 апреля танкисты 5-го гвардейского танкового корпуса 4-й гвардейской танковой армии освободили из плена командующего норвежской армией генерала Отто Руге[18].
- На 1-м Белорусском фронте на направлении главного удара на один километр фронта приходилось 358 тонн боеприпасов, а масса одного фронтового боекомплекта превышала 43 тысячи тонн[12].
- В ходе наступления воинам 1-го гвардейского кавалерийского корпуса под командованием генерал-лейтенанта Баранова В. К. удалось разыскать и захватить крупнейший племенной конный завод, угнанный немцами с Северного Кавказа в 1942 году[18].
- Войсками 2-го Белорусского фронта было освобождено из плена почти всё высшее военное руководство Бельгии, включая начальника генерального штаба бельгийской армии[8].
- Президиум ВС СССР учредил медаль «За взятие Берлина», которой награждено более 1 миллиона воинов. Наиболее отличившимся при штурме вражеской столицы 187 частям и соединениям присвоено почётное наименование «Берлинских». Более 600 участников Берлинской операции удостоены звания Героя Советского Союза. 13 человек награждены 2-й медалью «Золотая Звезда» Героя Советского Союза.
- Берлинской операции посвящены 4-я и 5-я серии киноэпопеи «Освобождение».
- Советская армия задействовала в штурме непосредственно города 464 000 человек и 1500 танков и САУ[8].

## Память
- В 1995 году вышла почтовая марка, посвящённая Берлинской операции.
- 6 мая 2020 года в почтовое обращение вышла марка, посвящённая Берлинской операции. Тираж 119 тыс. экз. Дополнительно к выпуску почтовой марки изданы конверты первого дня и изготовлены штемпеля специального гашения для Москвы, Санкт-Петербурга.